# Kung Fu Panda: Legends of Awesomeness
Kung Fu Panda: Legends of Awesomeness (no Brasil, Kung Fu Panda: Lendas do Dragão Guerreiro e em Portugal, O Panda do Kung Fu: Lendas do Altamente), é uma série de televisão animada baseada nos filmes da série Kung Fu Panda. Ela ocorre após o primeiro filme, mostrando a formação de Po para se tornar um Dragão Guerreiro bem sucedido, até os fatos ocorridos no segundo filme, de acordo com o produtor executivo da série Peter Hastings.
A série foi originalmente programada para estrear na Nickelodeon em 2010, mas acabou por ir ao ar em 2011 após a estreia de Kung Fu Panda 2. Sua estreia ocorreu em 7 de novembro de 2011, e três temporadas foram feitas desde então. Maior parte dos dubladores originais dos filmes foram substituídos por outros novos.
No Brasil a série foi exibida entre 23 de novembro de 2011 a 15 de janeiro de 2015 na Nickelodeon Brasil.
Na televisão aberta foi exibido primeiramente na Rede Globo na TV Globinho entre 14 de maio de 2012 a 14 de março de 2015 juntamente do desenho animado Os Vingadores.
E desde 8 de agosto de 2015 passou a ser exibida pelo SBT no Sábado Animado ao lado de Os Pinguins de Madagascar. No dia 14 de outubro de 2015 passou a ser exibido no Bom Dia & Cia.
Em Portugal, a série é exibida no Nickelodeon desde 15 de setembro de 2012 e na TVI no espaço Kid Kanal desde 17 de novembro de 2012.

## Sinopse
A história se passa após os acontecimentos do primeiro filme Kung Fu Panda onde Po junto dos Cinco Furiosos defendem o Palácio de Jade dos mais diferentes tipos de vilões. Todo o tempo, Po comete erros, aprende lições, e aprende mais sobre a história de Kung Fu, e atende famosos mestres de Kung Fu como ele.

## Personagens
- Po - O protagonista. Um panda gordo e um pouco desastrado, que é o atual dragão guerreiro do Palácio de Jade. Ele é o líder dos 5 Furiosos e frequentemente é mandado em missões nos arredores do Vale da Paz para derrotar bandidos que atormentam os camponeses.
- Shifu - Mestre de Po e dos Cinco Furiosos. É o atual guardião do Palácio de Jade desde a morte de Oogway. Ele frequentemente comanda Po e os 5 Furiosos em missões pela China. Em algumas raras ocasiões demonstra uma personalidade parecida com o Po. Ele tem como maior rival o Mestre Junjie.
- Tigresa - Uma tigresa, membro dos Cinco Furiosos. Ao contrário de Po ela é fria e séria, sempre centrada nas missões.
- Macaco - Um macaco membro dos Cinco Furiosos. É a segunda pessoa mais brincalhona do Palacio de Jade, logo depois de Po que é seu melhor amigo.
- Louva-Deus - Um pequeno louva-deus membro dos Cinco Furiosos.
- Garça - Um grou, errôneamente traduzido como garça, membro dos Cinco Furiosos.
- Víbora - Uma serpente membro dos Cinco Furiosos.
- Sr. Ping - Pai adotivo de Po. Um ganso que trabalha vendendo macarrão em um restaurante no Vale da Paz. Algumas vezes chega a demonstrar disposição para lutar, embora não sendo um guerreiro.

### Vilões
- Escorpião - Um escorpião fêmea considerada uma das vilãs mais venenosas da China. Com seu veneno ela é capaz de manipular mentes de outros guerreiros. Ela já foi uma curandeira do Vale da Paz.
- Fung - Um crocodilo líder do grupo dos Crocodilos Bandidos. Como chefe criminoso ele é um amador e frequentemente fracassa em seus planos para roubar artefatos da China. Lidera sua equipe composta por Gah-ri, Irwin e Wall Eye, que são mais incompetentes que Fung. Ele é primo de Lidong que ao contrário dele é mais ameaçador e forte. Ele já chegou a simpatizar com o Po em algumas ocasiões.
- Temutai - Um búfalo d'água gigante e bruto líder do Clã Qidan. Ele é auto declarado inimigo do Palácio de Jade e dos 5 Furiosos. Muitas vezes comanda seus servos para derrotarem Po e seus parceiros, mas é sempre detido. É nervoso e sempre resolve as coisas com brutalidade. Ele é o principal rival de Po.
- Taotie - Um javali inventor que já foi amigo de Shifu no passado. Ele não sabe lutar kung fu, preferindo usar suas máquinas para dominar o Palácio de Jade e derrotar os 5 Furiosos. Ele tem um filho rebelde chamado Bian Zao.
- Bian Zao - O filho de Taotie. Sempre emburrado, ignora as afeições do pai mesmo servindo muitas vezes como seu ajudante nos planos para dominar o Palácio de Jade. Mais adiante passa a demonstrar mais interesse em derrotar Po e seus aliados. Frequentemente exclama "Chato!".
- Fenghuang - Uma coruja que já foi parceira de Shifu na juventude. Ela juntamente de Shifu, Mestre Leopardo, Mestre Galo e Mestre Elefante foram os originais 5 Furiosos do Palácio de Jade. Foi considerada a mais poderosa da equipe, porém seu orgulho a fez se tornar uma ameaça a China. Foi aprisionada dentro de uma armadura metálica na prisão da China.
- Mestre Junjie - Uma raposa vermelha macho que contrapõe o Shifu. Originalmente ele foi um dos Membros do Conselho Sagrado Onyx ao lado do Mestre Chao. Ele tentou dominar o Palácio de Jade expulsando Shifu e pondo sua equipe de leopardos da neve para lutarem contra os 5 Furiosos. Ele é muito semelhante a Shifu, tanto na aparência quanto no estilo de combate.
- Hundun - Um rinoceronte ex-guarda da prisão da China. Perdeu seu emprego após Po exterminar Tai Lung no primeiro filme, desde então decidindo vingança a ele por causa disso. Ele possui o chifre quebrado.
- Mei Ling - É a ex-namorada de Shifu. Se separou dela para ser um mestre no Kung fu e ela quer se vingar, mas, ela deixa de ser má no episódio "Uma Loucura chamada Amor"

## Episódios
| Temporadas | Temporadas | Episódios      | Exibição original      | Exibição original   | Exibição no Brasil     | Exibição no Brasil     | Exibição no Portugal   | Exibição no Portugal  |
| Temporadas | Temporadas | Episódios      | Estreia de temporada   | Final de temporada  | Estreia de temporada   | Final de temporada     | Estreia de temporada   | Final de temporada    |
| ---------- | ---------- | -------------- | ---------------------- | ------------------- | ---------------------- | ---------------------- | ---------------------- | --------------------- |
|            | 1          | 26             | 19 de setembro de 2011 | 5 de abril de 2012  | 23 de novembro de 2011 | 14 de setembro de 2012 | 25 de novembro de 2011 | 25 de janeiro de 2013 |
|            | 2          | 26             | 6 de abril de 2012     | 21 de julho de 2013 | 10 de outubro de 2012  | 23 de janeiro de 2014  | 31 de outubro de 2012  | 11 de agosto de 2014  |
|            | 3          | 28 (20 no EUA) | 24 de julho de 2013    | 22 de junho de 2014 | 17 de janeiro de 2013  | 15 de janeiro de 2015  | 12 de agosto de 2014   | TBA                   |